# Mastné aminy
Jako mastné aminy se obvykle označují aminy obsahující lineární uhlovodíkové řetězce tvořené osmi a více atomy. Získávají se z mastných kyselin.
Mastné aminy jsou často směsmi různě dlouhých řetězců, obsahujících až 22 uhlíků. K významným sloučeninám z této skupiny patří kokoamin, oleylamin, lojový amin a sójový amin. Používají se jako aviváže, flotační činidla (při čištění rud), inhibitory koroze a maziva. Jsou také složkami mnoha kosmetických přípravků.

## Výroba a reakce
Mastné aminy se vyrábí z mastných kyselin, jejichž zdroji jsou obvykle rostlinné oleje. Souhrnná reakce bývá označována jako nitrilový proces; začíná reakcí mastné kyseliny s amoniakem za teploty nad 250 °C a přítomnosti oxidu kovu (například hlinitého nebo zinečnatého) jako katalyzátoru; touto reakcí se vytvoří nitril.
RCOOH + NH3 → RC≡N + 2 H2O
V dalším kroku se provádí hydrogenace nitrilu, katalyzovaná například Raneyovým niklem nebo kobaltem či oxidem měďnato-chromitým. Při nadbytku amoniaku se tvoří primární aminy.
RCN + 2 H2 → RCH2NH2
Při nepoužití amoniaku jsou produkty sekundární a terciární aminy.
2 RCN + 4 H2 → (RCH2)2NH + NH3
3 RCN + 6 H2 → (RCH2)3N + 2 NH3

### Sekundární a terciární mastné aminy
Sekundární a terciární mastné aminy mohou být vytvořeny reakcemi mastných alkoholů a alkylbromidů s (di)alkylaminy, například 1-bromdodekanu a dimethylaminu:
RBr + HNMe2 → RNMe2 + HBr
Reakcemi alkylbromidů s dlouhými řetězci a terciárních aminů vznikají kvartérní amonné soli, používané jako katalyzátory přenosu fáze.
Sekundární a terciární aminy se dají získat také Leuckartovou reakcí, kdy se provádí N-methylace pomocí formaldehydu a kyseliny mravenčí.

## Deriváty a použití

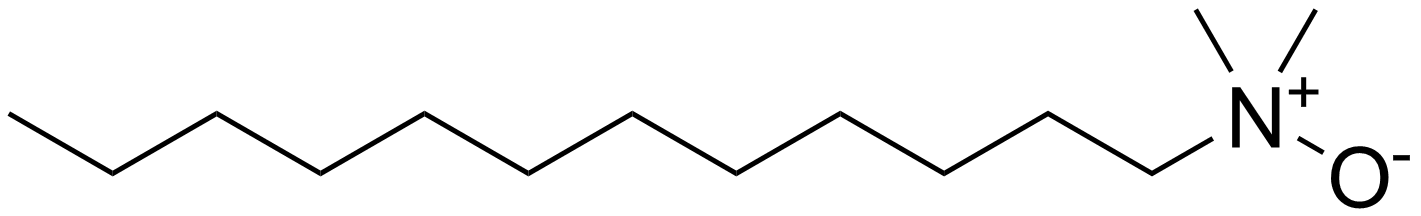
Lauryldimethylaminoxid, používaný v kosmetických přípravcích jako antiseptikum

Z mastných aminů se vyrábí kvartérní amonné soli, sloužící například jako aviváže a flotační činidla. Aminy se navazují na některé minerály, čímž se usnadňuje jejich oddělování od těch, na které aminy navázány nejsou.